# Museo de las Ciencias Bloomfield
El Museo de las Ciencias Bloomfield, también conocido como Museo de las Ciencias de Jerusalén (en hebreo, מוזאון המדע בירושלים; en inglés Bloomfield Science Museum) es un museo dedicado a las ciencias ubicado en Jerusalén, Israel.
El museo, inaugurado en 1992, es gestionado por la Universidad Hebrea de Jerusalén y la Fundación Jerusalén, y lleva el nombre de su principal benefactor, la canadiense familia Bloomfield. Fue fundado por iniciativa del físico nuclear Peter Hillman, primer director del instituto. El museo, uno de los centros culturales y educativos principales del país, se especializa en exhibiciones participativas con programas para todas las edades y atracciones para niños.
El objetivo declarado del museo es «incrementar el interés del público general en la ciencia y la tecnología en el mundo que nos rodea, promover la excelencia científica entre la juventud y presentar la ciencia y la tecnología como parte integral de la cultura humana.»

## Descripción
El Museo de las Ciencias Bloomfield comprende varias alas, un teatro IMAX y un Jardín de las Ciencias. Las primeras dos alas cuentan con 5000 metros cuadrados de superficie que sirven para una serie de salas de exhibiciones. Como parte de su propósito educativo, una parte de la primera sala está actualmente dedicada a visitas de grupos de edades preescolares. Dos de las plantas de la segunda ala del museo fueron inauguradas en 2001, incorporando más áreas de exhibiciones y talleres. Estas áreas están equipadas con las últimas tecnologías multimedia y ofrecen demostraciones interactivas, películas y conferencias.
Algunos de los espacios actuales del museo son:
- Los campos de mañana: Una experiencia interactiva que da a conocer el uso de la tecnología en la agricultura y simula un viaje al mundo de la agricultura del futuro.
- Ilusiones: Una exhibición llena de ilusiones ópticas de todo tipo, de las más básicas a las más complejas, que provoca la mente y hace cuestionar la realidad de las cosas.
- Captcha: Una exhibición que examina la influencia de la informática en la vida humana.
- Aquí se construye: Varias áreas de experiencia participativa en el mundo de la construcción, sus métodos y tecnologías.
- Viaje al espacio: Una exposición en 3D que abre ante los visitantes el mundo de la exploración espacial, con la ayuda de los astronautas de la NASA Chris Ferguson y Serena Auñón. Se exploran los desafíos que se deben superar para llevar a cabo misiones complejas como las futuras misiones en Marte o la captura de asteroides.
- On the Edge: Una de las últimas incorporaciones importada desde París, que consta de un área de aventuras para niños y jóvenes, con talleres, experimentos, divertidas demostraciones científicas, sala de cuentos, el "circo de los empollones", y numerosas muestras interactivas, de diseño y fotografía, y películas tridimensionales.

## Actividades
Entre los eventos organizados por el museo destacan los programas científicos como el de investigación biomédica, donde el público participa en los experimentos y los debates sobre temas científicos y morales. Un programa llamado Noche de Ciencia financiado por la Unión Europea formaba parte de las actividades permanentes del museo durante varios años. 